# Ruprecht II. (Laurenburg)
Ruprecht II. von Laurenburg (†  um 1159) war Graf von Laurenburg und einer der Vorfahren des Hauses Nassau.

## Leben

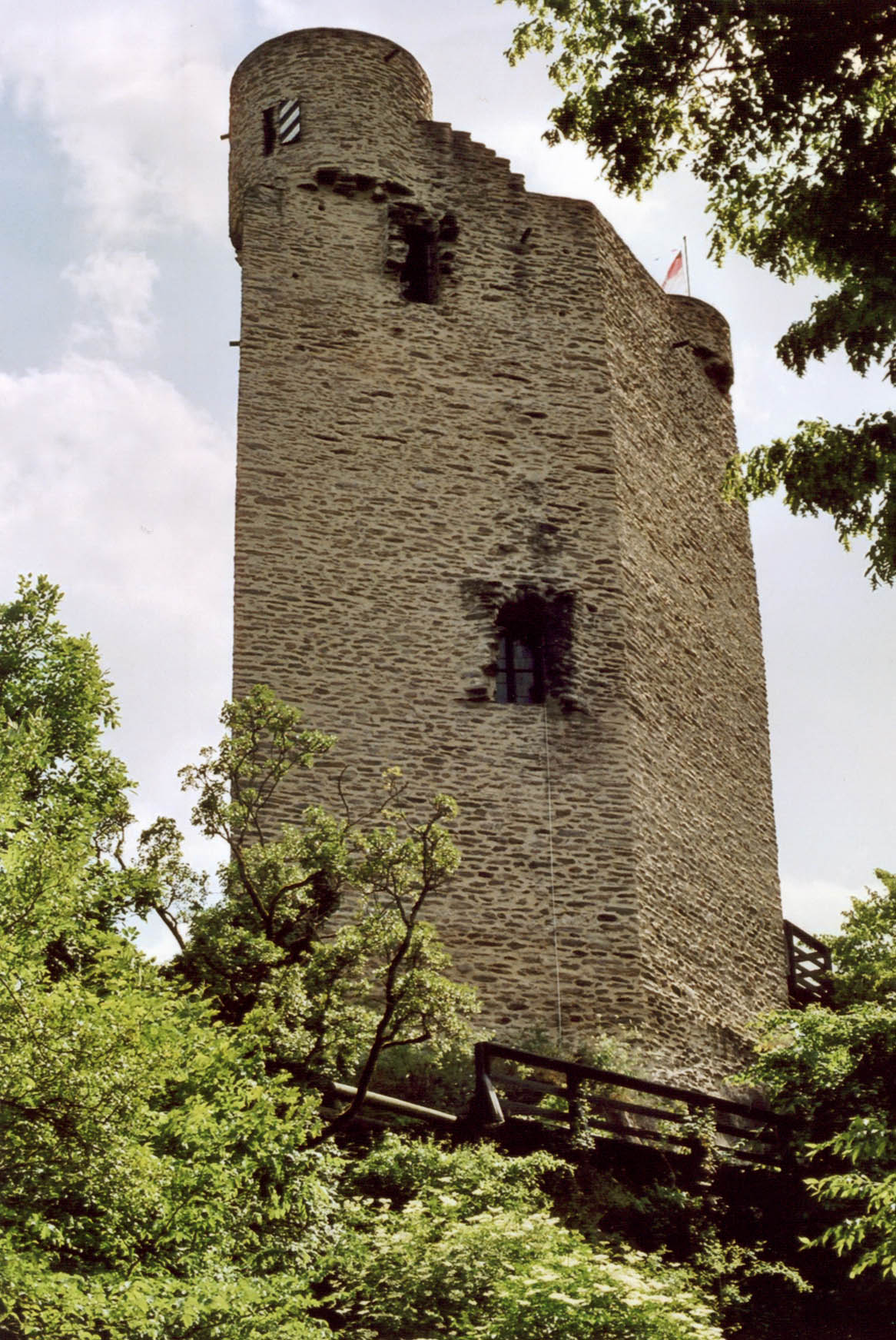
Die Burg Laurenburg

Ruprecht war ein Sohn von Graf Ruprecht I. von Laurenburg und Beatrix von Limburg, eine Tochter von Herzog Walram III.
Ruprecht wird erwähnt als Graf von Laurenburg zwischen 1154 und 1158. Er regierte zusammen mit seinem Bruder Arnold II. Ruprecht und Arnold wurden zusammen mit ihrer Mutter zuletzt in einer Urkunde vom 1. April 1158 erwähnt.

## Nachkommen
Aufgrund des Mangels an Daten ist über die frühen Grafen von Laurenburg und Nassau viel unbekannt, einschließlich der genauen familiären Beziehungen. Vielleicht hieß Ruperts Frau auch Beatrix, aber seine Ehe wird nicht erwähnt. Als Onkel des Grafen Ruprecht III. von Nassau könnte er durchaus der Vater des Grafen Walram I. von Nassau gewesen sein, der dann als Neffe Graf Hermann von Nassau, Sohn von Ruprecht III., die Nachfolge antrat.